# Balaruc-les-Bains
Balaruc-les-Bains este o comună în departamentul Hérault din sudul Franței. În 2009 avea o populație de 6.622 de locuitori.

## Evoluția populației
| An        | 1975  | 1982  | 1990  | 1999  | 2006  | 2009  |
| --------- | ----- | ----- | ----- | ----- | ----- | ----- |
| Populație | 2.957 | 4.369 | 5.013 | 5.688 | 6.232 | 6.622 |